# Постол
 Тази статия е за съвременното селище.  За античния град вижте Пела.  За бежанското селище вижте Неа Пела.
По̀стол или понякога книжовно Апостол (на гръцки: Πέλλα, Пела, до 1926 година Άγιοι Απόστολοι, Агии Апостоли, до 1975 година Παλαιά Πέλλα, Палеа Пела, на турски: Alaklise, Алаклисе) е градче в Егейска Македония, Гърция, в дем Пела в административна област Централна Македония.

## География
Постол е разположено на 60 m надморска височина на хълм на един километър от пътя Солун - Воден, в северозападния край на Солунското поле или Пазарското поле, оформено след пресушаването на Ениджевардарското езеро или Пазарското езеро между 1927 и 1937 година.

## История

### Античност
Край Постол са развалините на античния град Пела, на който в 1926 година е прекръстено селото. Пела е столица на Древна Македония от края на V век пр. Хр. до средата на II век пр. Хр., както и родно място на царете Филип II Македонски и Александър III Македонски.

### В Османската империя
През първата половина на XV век в поземлен регистър към тимара на Хамза и Нусрет – ловци на мечки, са описани и селата Апостол и Текюр Бунаръ (вероятно Гераки, Берско), които преди това били мюлк на Иса бей, син на Евренос бей.
Феликс дьо Божур, френски консул в Солун в края на XVIII век, пише в пътеписа си за Османската империя:
| „ | Пела се е издигала амфитеатрално на склона на един хълм, на върха на който е била крепостта, при сегашното малко село Ала клисе, населено с българи християни. | “ |

В 1831 година френският консул в Солун Еспри-Мари Кузинери пише:
| „ | Пела... населението му е изцяло българско... Българските жени в Пела минават за твърде целомъдрени. | “ |

В 1848 година руският славист Виктор Григорович описва в „Очерк путешествия по Европейской Турции“ Алаклиси или Апостоли като българско село с 80 къщи.
Селото е чифлик на Селим бей от рода на Евренос, който живеел в Солун, и на италианския евреин Саул Модиано. В 1867 година е построена нова църква „Св. св. Петър и Павел“, а от 1871 – 1872 година в селото работи и училище, построено срещу църквата.
На австро-унгарската военна карта селото е отбелязано като Алакилисе (Постол) (Alakilise (Postol), на картата на Йоргос Кондоянис е отбелязано като Апостоли (Απόστολοι), християнско село. Според Николаос Схинас („Οδοιπορικαί σημειώσεις Μακεδονίας, Ηπείρου, Νέας οροθετικής γραμμής και Θεσσαλίας“) в средата на 80-те години на XIX век Агии Апостоли или Алах Клиса (Άγιοι Απόστολοι, Αλλάχ Κλίσα) е село с 80 християнски семейства.
Селото признава върховенството на Българската екзархия. През май 1880 година са арестувани мухтарите на няколко енидженски села и от тях е изискано поръчителство, че са благонадеждни, което би могъл да даде само гръцкият митрополит. Така митрополит Йеротей Воденски успява да откаже от Екзархията селата Крива, Баровица, Църна река, Тушилово, Петрово, Бозец, Постол, Геракарци и Кониково.
Към 1900 година според статистиката на Васил Кънчов („Македония. Етнография и статистика“) Постол (Али Клисе) брои 520 жители българи.
Според Христо Силянов след Илинденското въстание в 1904 година цялото село минава под върховенството на Екзархията. По данни на секретаря на Екзархията Димитър Мишев („La Macédoine et sa Population Chrétienne“) в 1905 година в Постал (Пела) има 720 българи екзархисти. Според гръцки източници селото е върнато към Цариградската патриаршия от гръцките чети на капитаните Гоно Йотов и Константинос Буковалас.
Кукушкият околийски училищен инспектор Никола Хърлев пише през 1909 година:
| „ | С. Апостол, 28/II, 1/2 ч. от Куфалово. Това село има 80 къщи, чифлик: 50 екзархийски и 30 патриаршистки. Поминъкът е земеделие, рибарство и рогозинарство. Селската черква и училище са в ръцете на гъркоманите, а екзархистите държат частна къща за училище. Последните признали Екзархията в 1904 г. За първа година се отваря българско училище. | “ |

В 1910 година Халкиопулос пише, че в селото (Απόστολοι) има 250 екзархисти и 250 патриаршисти.
При избухването на Балканската война в 1912 година един човек от Постол е доброволец в Македоно-одринското опълчение.

### В Гърция
През войната селото е окупирано от гръцки части. Българската църква е осквернена от гъркомани, изгорени са църковнославянски книги. След Междусъюзническата война селото остава в Гърция. В 1912 година е регистрирано като селище с християнска религия и „македонски“ език. Преброяването в 1913 година показва Агии Апостоли (Άγιοι Απόστολοι) като село с 302 мъже и 258 жени.
Боривое Милоевич пише в 1921 година („Южна Македония“), че Постол има 80 къщи славяни християни.
Много от българските му жители са принудени да се изселват в България. Ликвидирани са 19 имота на жители, преселили се в България.
След Първата световна война, в 1924 година от Постол по официален път се изселват в България 99 българи. В селото са заселени 675 гърци бежанци, кариоти от България, заселени в периода 1918 - 1924 година, както и бежанци от Турция при обмена на население след Лозанския мир - от село Арнауткьой, Чаталджанско (жители на това село освен в Постол се заселват и в село Дионисиос на Халкидика), от село Неохори (Еникьой) на Галиполи (жители на Неохори са заселени и в Къпиняни (Ексаплатанос), Бозец (Атира) и Куфалово (Куфалия) и 8 семейства от Кюпли в Източна Тракия. В 1928 година селото е представено като смесено местно-бежанско със 162 бежански семейства и 403 души бежанци. През 1924-1925 година от 150 къщи в България се изселват само 26 семейства, а гъркоманите остават в селото. В 1947 година са заселени и 50 каракачански семейства от Леринско.
От 28 юни 1918 година Постол под името Агии Апостоли е община, в която влизат и селата Грубевци, Рамел и Ливадица. В 1922 година те са отделени от Постолската община и са присъединени към община Бозец. На 2 март 1926 година Постол е прекръстено на Палеа Пела, а в 1975 година – на Пела. Селото пострадва по време на Втората световна война и последвалата Гражданска война, като част от жителите му загиват и много емигрират. Според статистиката на Народоосвободителния фронт от 1947 година в селото живеят 750 местни жители, 750 бежанци и 50 власи.
В 1957 година е построено ново училище, а старото е съборено.
Поради исторически съображения общината е превърната в дем в 1989 година с президентски указ 592/21-12-1989.
Според Тодор Симовски от 2374 жители в 1991 година половината са потомци на местни жители, а половината на бежанци.
Землището на селото е богато, като основно се произвеждат жита, памук, овошки.
| Година    | 1913 | 1920 | 1928 | 1940 | 1951 | 1961 | 1971 | 1981 | 1991 | 2001 | 2011 | 2021 |
| --------- | ---- | ---- | ---- | ---- | ---- | ---- | ---- | ---- | ---- | ---- | ---- | ---- |
| Население | 560  | 737  | 1437 | 1673 | 1852 | 2146 | 2111 | 2272 | 2374 | 2450 | 2398 | 2050 |

## Личности
Родени в Постол
- Алекса Миндов, активист на Солунския български клуб[26]
- Андон Трайков, македоно-одрински опълченец, 2 рота на 3 солунска дружина[27]
- Георгиос Карасманис (1951 -), гръцки политик, депутат от Нова демокрация
- Димитър Шимарданов (Δημήτριος Συμιρδάνης), гръцки андартски деец, агент от трети ред[28]
- Йоанис Крайчев (Ιωάννης Κραϊτσης), гръцки андартски деец, агент от трети ред[28]
- Ката Мисиркова (1930 - 2012), писателка от Република Македония[29]
- Кръсте Мисирков (1874 – 1926), български публицист, ранен македонист
- Теодора Дзакри (р. 1970), гръцка юристка и политик
- Христо Гавазов, гъркоман и андарт, синът му е убит като българин през Втората световна война от активисти на ПАО[30]